# 2023년 태국 총선거
2023년 태국 총선거는 2023년 5월 14일에 하원의원 500명을 선출하고자 실시되었다. 피타 림짜른랏이 이끄는 전진당이 가장 많은 의석을 차지해 분석가들을 놀라게 했고, 2011년과 2019년 선거에서 가장 많은 의석을 차지한 야당인 프아타이당이 그 뒤를 이었다. 투표율은 75.22%로 역대 최고치를 기록하였다.
선거는 2019년에 사용된 혼합 의원 할당제와 달리 1997년 및 2007년 헌법과 같은 병렬 투표 시스템을 사용하여 치러졌다. 2019년과 마찬가지로 선출된 총리는 하원 의원이 될 필요가 없었으며 군부 임명 상원 의원 250명을 포함해 전체 국회에서 선출되어 총 376석의 다수를 차지한다. 전문가들은 국회 구조상 현 야당이 하원 의석의 과반 이상을 확보했지만 상원에서는 방해를 받는 교착상태가 발생할 수 있다고 경고해 왔다. 또한 선거관리위원회는 투표 과정을 진행함에 있어 신뢰성, 비전문성, 편견에 대한 비판을 받아왔다.
67개 정당이 의석을 놓고 경쟁하였고 여당 보수 연립 정부는 주요 정당인 팔랑프라차랏, 품짜이타이, 민주당과 신생 태국단결건국당을 포함한 소규모 정당으로 구성하였다. 친민주 야권은 프아타이당과 전진당이 주도했으며, 전진당은 2019년 선거에서 예상외로 좋은 성적을 거둔 해산된 신미래당의 실질적인 후신이었다. 태국 경제, 특히 코로나19 범유행으로부터의 회복에 초점을 맞춘 정치 캠페인. 전진당을 비롯한 일부 정당은 진보적인 문제를 강조하고 태국에서 오랫동안 유지되어 온 사회 규범에 도전했다.
피타의 전진당은 처음에 다른 친민주주의, 반군사 정당과 연합을 형성했는데, 이 정당은 하원에서 과반수를 차지했지만 상원에서 군주제와 군대의 동맹자들에 의해 기능적으로 차단되어 정부를 구성할 수 없었다. 그 후 푸에타이가 주도권을 잡았고 전진당과의 동맹을 해체하고 대신 보수적이고 친군적인 정당과 동맹을 맺었다. 이어 부동산 재벌 세타 타위신을 총리로 지명했다. 그는 8월 22일 의회에서 선출되었다.